# Conviction
Pour les articles homonymes, voir Conviction (homonymie).
La conviction se distingue de la croyance en ce qu'elle participe à la construction de l'identité individuelle et sociale.
Toute violence même involontaire à l'égard d'une conviction (réfutation, infraction) est en conséquence perçue comme une attaque contre les personnes et le corps social concerné, un viol ; elle appelle donc en retour une réaction de « défense ». De réaction de défense en réaction de défense, des effets « boule de neige » peuvent se produire, c'est pourquoi on peut voir les convictions comme des vecteurs de violence.
Dans l'histoire ou l'actualité, c'est principalement l'aspect social de la conviction qui lui donne son rôle.
L'affaire des caricatures (2005-2006) illustre le double rôle de la mondialisation qui d'une part confronte des usages et des convictions incompatibles entre eux et d'autre part accroît l'ampleur des réactions collectives, en général violentes.
De nombreuses lois et conventions protègent les citoyens des discriminations liées aux convictions comme à d'autres critères (origine ethnique, sexe...). La limite est en revanche plus ténue entre la liberté d'expression et la provocation, l'insulte ou l'offense.
En revanche des troubles à l'ordre public surviennent lorsque les convictions structurant d'autres sociétés sont confrontées à l'irrespect et au pragmatisme issus de la philosophie des lumières ou à une profanation par des croyants hostiles, ce qui donne du grain à moudre aux promoteurs de la théorie du choc des civilisations.